# Chen Min'er
Dans ce nom, le nom de famille précède le nom personnel.
Chen Min'er (chinois simplifié : 陈敏尔 ; chinois traditionnel : 陳敏爾 ; pinyin : Chén mǐn ěr), né le 29 septembre 1960 à Zhuji, au sein de la province du Zhejiang, est un homme politique chinois.
Chen a passé la majeure partie de sa carrière dans sa province natale du Zhejiang, où il a été chef du département provincial des médias et vice-gouverneur. En 2013, il a été transféré au Guizhou en tant que gouverneur et, en 2015, il a été promu secrétaire provincial. Chen a été propulsé sur le devant de la scène en 2017 à la suite de l'éviction du secrétaire du parti de Chongqing, Sun Zhengcai. Il est également devenu membre du Politburo en octobre 2017. Chen a été nommé secrétaire du Parti communiste de Tianjin en décembre 2022.

## Biographie

### Jeunesse
Chen est né le 29 septembre 1960 à Zhujin, dans le Zhejiang. De 1978 à 1981, Chen Min'er étudie le chinois à l'école normale de Shaoxing (qui deviendra plus tard l'université de Shaoxing) dans le Zhejiang. De 1981 à 1982, il a travaillé comme employé de propagande à l'école normale de Shaoxing. Puis, de 1982 à 1983, il a suivi un cours destiné aux instructeurs de théorie politique à l'école provinciale du parti.

### Carrière dans le Zhejiang
Après l'université, Chen a travaillé pour le gouvernement de Shaoxing. De 1987 à 1989, il a été chef du département de la propagande et membre du comité permanent du parti du comté. En 1989, il devient chef adjoint du département de la propagande. Ensuite, il devient secrétaire adjoint du parti du comté en 1990, puis gouverneur du comté en 1991. Chen devient également secrétaire du parti communiste (le poste le plus élevé du comté) en 1994. De 1995 à 1996, il a participé à un programme de formation à plein temps à l'École centrale du parti. Il est devenu membre du comité permanent du comité municipal du parti de Shaoxing en 1996.
En 1997, Chen est transféré à la ville voisine de Ningbo pour en devenir le vice-maire. A ce moment, il devient également membre du comité permanent du parti de la ville. Il devient vice-maire exécutif en 1998. En 1999, il est promu secrétaire adjoint du parti de Ningbo,. En décembre 1999, Chen a été nommé rédacteur en chef du Zhejiang Daily, le journal officiel du gouvernement de la province de Zhejiang, et en 2001, il est devenu le chef de la propagande du comité du parti communiste de Zhejiang. En juin 2002, Chen, alors âgé de 42 ans, a obtenu un siège au comité permanent du parti de la province. De mai 2007 à janvier 2012, il a été vice-gouverneur du Zhejiang. Durant cette période, il a travaillé sous la direction du secrétaire du parti du Zhejiang, Xi Jinping.

### Période dans le Guizhou
En janvier 2012, Chen a été transféré dans la province intérieure du Guizhou (sud-ouest) pour en devenir le secrétaire adjoint du parti. En décembre, il a été nommé gouverneur par intérim du Guizhou, succédant à Zhao Kezhi, lequel avait été promu secrétaire du parti communiste. En janvier 2013, il a été officiellement confirmé dans ses fonctions de gouverneur par le congrès provincial du Guizhou,.
En juillet 2015, Chen a été promu secrétaire du parti de Guizhou, devenant ainsi le quatrième secrétaire provincial du parti né après 1960 (après Hu Chunhua, Zhou Qiang et Sun Zhengcai). En raison du système de promotion rigide du Parti communiste basé sur l'âge, des spéculations ont été émises sur le fait que Chen pourrait être destiné à un poste plus élevé. Après avoir pris ses fonctions de secrétaire du parti, Chen a soutenu avec enthousiasme les politiques du secrétaire général du PCC, Xi Jinping, telles que la campagne d'éducation « Trois strictes et trois honnêteté ». Chen a également pris l'initiative d'organiser des discussions formelles (yuetan) sur les allégations d'irrégularités commises par des fonctionnaires de la province, en se chargeant personnellement des cas les plus graves. Dans une interview accordée aux organes de presse de la Commission centrale d'inspection de la discipline, Chen a répété le slogan suivant : « le pouvoir doit être limité dans la cage des institutions, et le pouvoir doit être exercé au grand jour » (c'est-à-dire de manière transparente et ouverte). Chen a mis en place plus de 1 400 comités de travail dans les quartiers et les zones rurales de la province pour superviser les plaintes concernant les services gouvernementaux de routine.
Dans le Guizhou, Chen Min'er a mis en place un programme de réduction de la pauvreté et a investi massivement pour faire du Guizhou un centre d'innovation en matière de big data.

### Passage à Chongqing
En juillet 2017, Chen a été nommé secrétaire du Parti communiste de la municipalité de Chongqing, remplaçant Sun Zhengcai. Chen a alors pris la tête de l'une des quatre municipalités sous contrôle direct, ce qui lui a assuré un siège au Politburo lors du 19e Congrès du PCC,.
Chen a ensuite été membre suppléant du 17e comité central et membre à part entière du 18e comité central du Parti communiste chinois. Il a été présenté par les médias étrangers comme un associé à Xi Jinping, et a été désigné comme faisant partie de la « Nouvelle armée de Zhejiang ».

### Maire de Tianjin
Chen a été reconduit au Politburo après le 20e Congrès du Parti communiste chinois en octobre 2022. Il a été nommé secrétaire du parti communiste de Tianjin en décembre 2022.